# スピッツ (アルバム)
『スピッツ』は、日本のロックバンド・スピッツのデビュー・アルバム。1991年3月25日にポリドールより発売。

## 概要
- 1990年10月から約1ヶ月でレコーディング。収録曲の半分はアマチュア時代の楽曲からセレクトされた。
- インディーズレーベル、クリエイション・レコーズのアルバムにならって、表ジャケットにアーティスト写真を使わないという方針を本作から意識[1]。この方針は4thアルバム『Crispy!』を除き、スピッツのアルバム全てに一貫している。
- 裏ジャケットの写真では、メンバー自身で選んだ服を購入し使用している[2][3]。そのようになった理由は、デビュー前にマスコミ発表や販売店用の宣伝材料を制作する際、自身の希望を担当のスタイリストやヘアメイクにどのように伝えていいかわからず、服装や髪型などを任せきっていたために、完成した写真の写りが自身の意図とはかけ離れたものになってしまった[4]という出来事があり、その事についてプロデューサーに抗議して以降、スタイリストやヘアメイクがつかなくなったからである[2]。また草野はデビュー前の宣伝資料について「今見ると笑えるけど、当時は笑いごとじゃなかった」とコメントしている[2]。
- このアルバムの制作は、草野にとってあまりいい思い出がないらしく、本人の話だと「プロが作った商品としてリリースする以上、どこに出しても恥ずかしくない完璧なものを作ろうとしていたためか、テイク数が異常に多くなり、いつまでも終わりが見えない状況に腹を立てたエンジニアに怒鳴られたこともあった」そうだ[2]。
- 現在オリジナル盤は廃盤となり、LAのエンジニア、スティーヴン・マーカッセンによりリマスタリングを施して、2002年10月16日に再発。ROCKIN'ON JAPANの編集長山崎洋一郎によるライナーノーツが封入されている。

## 収録曲
| 全編曲: スピッツ（#11,編曲：塩谷哲）。 |                        |           |           |       |
| #                                      | タイトル               | 作詞      | 作曲      | 時間  |
| 1.                                     | 「ニノウデの世界」     | 草野正宗  | 草野正宗  | 4:31  |
| 2.                                     | 「海とピンク」         | 草野正宗  | 草野正宗  | 3:38  |
| 3.                                     | 「ビー玉」             | 草野正宗  | 草野正宗  | 4:42  |
| 4.                                     | 「五千光年の夢」       | 草野正宗  | 草野正宗  | 2:42  |
| 5.                                     | 「月に帰る」           | 草野正宗  | 三輪徹也  | 4:25  |
| 6.                                     | 「テレビ」             | 草野正宗  | 草野正宗  | 4:07  |
| 7.                                     | 「タンポポ」           | 草野正宗  | 草野正宗  | 5:09  |
| 8.                                     | 「死神の岬へ」         | 草野正宗  | 三輪徹也  | 3:43  |
| 9.                                     | 「トンビ飛べなかった」 | 草野正宗  | 草野正宗  | 3:31  |
| 10.                                    | 「夏の魔物」           | 草野正宗  | 草野正宗  | 3:11  |
| 11.                                    | 「うめぼし」           | 草野正宗  | 草野正宗  | 3:36  |
| 12.                                    | 「ヒバリのこころ」     | 草野正宗  | 草野正宗  | 4:51  |
| 合計時間:                              | 合計時間:              | 合計時間: | 合計時間: | 48:06 |

### 楽曲解説
1. ニノウデの世界
後に大阪のFM802のヘヴィー・ローテーションとなり、2ndシングル『夏の魔物』のカップリングとしてリカット。
2. 海とピンク
3. ビー玉
デビューシングル『ヒバリのこころ』にもカップリングとして収録。
4. 五千光年の夢
「ヒバリのこころ」と前後して作られた。
5. 月に帰る
6. テレビ
7. タンポポ
3拍子の曲。アマチュア時代の最初期に演奏されていた曲であるがその後存在を忘れられていた。初披露時からアレンジが大きく変わっていない曲の中で、メジャーで発表されている最古の曲である。
8. 死神の岬へ
三輪（ギター）が作曲を手掛けた。
9. トンビ飛べなかった
10. 夏の魔物
後に2ndシングルとしてリカット。
11. うめぼし
アマチュア時代からライブで演奏されていた曲。アコースティックギターと弦楽器による演奏。後に奥田民生によってカバーされる。
12. ヒバリのこころ
本作と同時発売のデビューシングル。シングル収録版とはフェードアウトの開始位置が異なり、こちらの方が長いバージョンとなっている。

## アナログ盤
- Spitz Analog Disc Collection Vol.7として、アナログ盤が1997年7月7日にリリースされた。
- ブルー・クリア・ビニール仕様。
- よしもとよしともによるオリジナルコミックを収録。
- 曲順、構成は以下の通り。

| 全編曲: スピッツ。 |                    |       |            |      |
| #                  | タイトル           | 作詞  | 作曲・編曲 | 時間 |
| 1.                 | 「夏の魔物」       |       |            | 3:11 |
| 2.                 | 「月に帰る」       |       |            | 4:25 |
| 3.                 | 「五千光年の夢」   |       |            | 2:42 |
| 4.                 | 「テレビ」         |       |            | 4:07 |
| 5.                 | 「タンポポ」       |       |            | 5:09 |
| 6.                 | 「ヒバリのこころ」 |       |            | 4:51 |
| 合計時間:          | 合計時間:          | 24:25 |            |      |

| 全編曲: スピッツ（#1,編曲：塩谷哲）。 |                        |       |            |      |
| #                                     | タイトル               | 作詞  | 作曲・編曲 | 時間 |
| 1.                                    | 「うめぼし」           |       |            | 3:36 |
| 2.                                    | 「ニノウデの世界」     |       |            | 4:31 |
| 3.                                    | 「海とピンク」         |       |            | 3:38 |
| 4.                                    | 「死神の岬へ」         |       |            | 3:43 |
| 5.                                    | 「トンビ飛べなかった」 |       |            | 3:31 |
| 6.                                    | 「ビー玉」             |       |            | 4:42 |
| 合計時間:                             | 合計時間:              | 23:41 |            |      |

## 参加ミュージシャン
- 草野マサムネ - ボーカル、アコースティック・ギター、ハーモニカ
- 三輪テツヤ - エレクトリック・ギター、アコースティック・ギター、12弦エレクトリック・ギター、12弦アコースティック・ギター、クラシック・ギター
- 田村アキヒロ - 4弦ベース、8弦ベース
- 﨑山龍男 - ドラムス、パーカッション（タンバリン、カバサ、トライアングル、クラベス）

### 外部ミュージシャン
- 矢代恒彦 - ハーモニウム（3曲目）、シンセサイザー（5曲目）、オルガン（8曲目）、ハモンドオルガン（12曲目）
- 金子飛鳥 - ヴァイオリン（11曲目）
- 竹内純 - ヴァイオリン（11曲目）
- 堀内茂雄 - チェロ（11曲目）
- 江口心一 - チェロ（11曲目）
- ジェイク・コンセプション - バスクラリネット（11曲目）